# 関光汽船
関光汽船株式会社（かんこうきせん、英: KANKO KISEN Co.,Ltd.）は、山口県下関市竹崎町に本社を置く、日本の海運会社。旧・関光海運。
日本国内及び周辺国との貨客航路を展開する「SHKライングループ」の母体で、同グループの事業持株会社でもある。“SHK”の名称は当社グループの企業における頭文字が由来で、新日本海フェリーの“S”、阪九フェリーの“H”、関釜フェリーの“K”から来ている。

## 拠点
- 国内支店 - 東京・大阪・北九州・札幌・新潟
- 国内営業所等 - 荒田（下関市彦島）・新門司（北九州市門司区）・帯広
- 海外拠点 - 青島・蘇州（以上中国）・ソウル（韓国）・ホーチミン（ベトナム）

## 沿革
- 1937年（昭和12年）3月 - 入谷豊州が加藤海運から独立し「加藤海運商会」を下関市に設立、資本金27,000円[1]。
- 1939年（昭和14年）
  - 初の自社船「第二白山丸」就航、速力7.5ノットで当時瀬戸内で一番速い船とされる[1]。
  - 入谷豊州が関門地区機帆船組合理事に就任[1]。
- 1942年12月 - 戦時統合に伴い加藤海運商会が「関門機帆船輸送組合」に吸収合併される[2]。
- 1944-45年（昭和19-20年） - 太平洋戦争の本土空襲で事務所と船を喪失[1]。
- 1947年（昭和22年）
  - 3月 - セメント輸送販売を行う「三聯商会」を設立、経営多角化のきっかけとなる[1]。
  - 8月 - 下関機帆船輸送組合を「下関機帆船輸送株式会社」に改組[2]。
- 1948年（昭和23年）8月 - 下関機帆船輸送を改め関光海運株式会社設立、下関船主組合の荷物集荷を担当する[1][2]。
- 1949年（昭和24年） - 戦後初の自社船として旧日本軍払い下げの機帆船を買船し「第五一関光丸」就航[1]。
- 1953年（昭和28年） - 日本甜菜製糖下関工場の商品輸送を目的として初の鋼船「糖油丸」就航、阪神地域との定期運航を開始[1][2]。
- 1957年（昭和32年） - 北海道定期航路事業を開始[1]。本社を大阪市に移転、下関市に支店設置。
- 1966年（昭和41年） - 阪九フェリー株式会社設立、関光汽船株式会社と社名変更[1]。
- 1969年（昭和44年）6月 - 新日本海フェリー株式会社、関釜フェリー株式会社設立[1]。
- 1970年（昭和45年） - 通関業、倉庫業取得
- 1971年（昭和46年） - 一般貨物自動車運送事業取得、東九フェリー株式会社設立
- 1976年（昭和51年） - 東九フェリー株式会社がオーシャンフェリー株式会社と合併、オーシャン東九フェリー株式会社となる
- 1977年（昭和52年） - 本社を大阪市より下関市に移し、大阪市に支店設置
- 1978年（昭和53年） - 下関グランドホテルを買収。
- 1979年（昭和54年） - 下関市竹崎町に本社社屋新築
- 1980年（昭和55年） - 下関-青島間のチャーター船運航を主目的として山口県・下関市・山口県内企業との出資による第三セクター・西日本商船株式会社（1984年6月に西日本汽船に改称[2]）設立[3]。
- 1982年（昭和57年） - 新能越フェリー株式会社設立[4]（1984年解散[5]）
- 1989年（平成元年） - 日本クルーズ客船株式会社設立
- 1997年（平成9年） - オリエントフェリー株式会社設立（2018年解散）
- 1998年（平成10年） - 青島（中国）駐在員事務所設立
- 2001年（平成13年） - 一般港湾運送事業取得
- 2003年（平成15年） - 海運第二種貨物利用運送事業（外航・内航）取得
- 2004年（平成16年） - 上海下関フェリー株式会社設立（現・蘇州下関フェリー株式会社）
- 2005年（平成17年） - ソウル（韓国）駐在員事務所設立、上海（中国）駐在員事務所設立
- 2006年（平成18年） - グリーン経営認証取得、安全性優良事業所認定取得、中国現地法人「青島関光物流有限公司」設立、青関エクスプレスライン株式会社設立
- 2007年（平成19年） - 蘇州（中国）駐在員事務所設立
- 2008年（平成20年） - 国土交通省海事局の「平成20年度 エコシップマーク認定事業者(第1回)」に認定
- 2009年（平成21年） - 上海下関フェリーの週2便化、第二種貨物利用運送事業（鉄道貨物運送）取得
- 2010年（平成22年） - 韓国／関光ロジスティクス韓国株式会社設立（ソウル駐在員事務所を現地法人化）、中国／青島関光国際物流有限公司（現地法人）に煙台分公司、威海分公司、蘇州分公司の3支店を設立、国土交通省海事局の「平成22年度 エコシップマーク認定事業者(第3回)」に認定
- 2011年（平成23年） - 国土交通省海事局の「平成23年度 エコシップマーク認定事業者(第4回)」に認定
- 2012年（平成24年） - ISO9001の認証を取得
- 2013年（平成25年） - 山口県内に本社を置く事業所初のAEO（認定事業者）制度での「認定通関事業者」、国土交通省海事局の「平成25年度 エコシップマーク認定事業者(第6回)」に認定
- 2014年（平成26年） - 上海下関フェリー株式会社が、社名を蘇州下関フェリー株式会社に変更、J ACEP承認（コンテナ保守点検方法及び保守点検計画等の承認）
- 2015年（平成27年） - 関光ロジスティクスベトナム株式会社設立
- 2018年（平成30年） - SHKライングループ・横須賀市・北九州市の連携で横須賀港 - 新門司港間のフェリー航路計画検討を発表[6]。
- 2019年（平成31年） - 横須賀港 - 新門司港フェリー航路の運営会社として、東京九州フェリー株式会社を設立[7]。
- 2025年（令和7年）9月1日 - 社名を「関光ロジNEXT株式会社」に変更[8]

## SHKライングループ構成企業

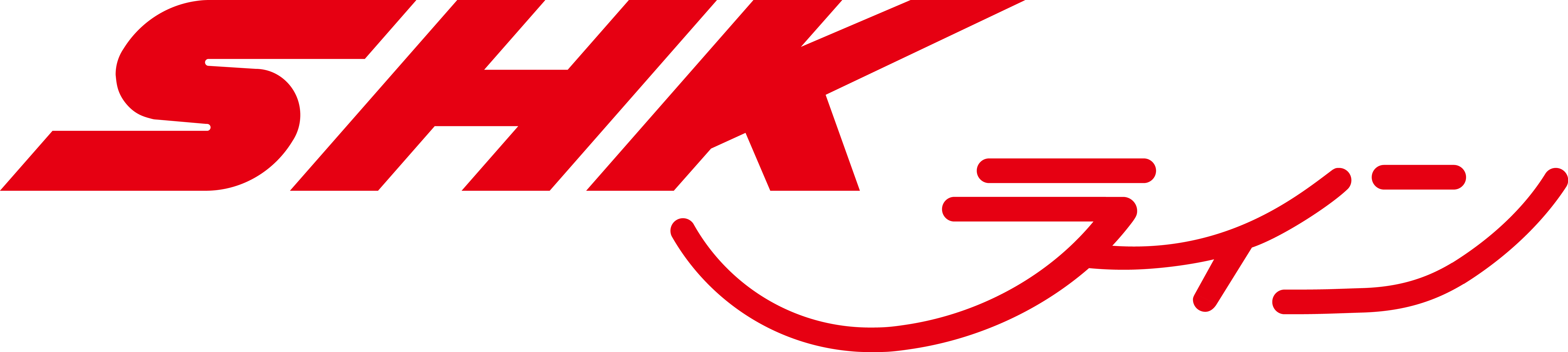

- 関光汽船 - 「SHKライングループ」の母体企業
- 新日本海フェリー
- 阪九フェリー
- 東京九州フェリー
- 関釜フェリー
- オーシャントランス（旧オーシャン東九フェリー[9]）
- 蘇州下関フェリー
- 西日本汽船
- 下関グランドホテル
- オーセントホテルズ（オーセントホテル小樽・ニセコ羊蹄の宿 楽 水山）
- 青島関光国際物流有限公司
- 関光ロジスティクス韓国株式会社
- 関光ロジスティクスベトナム株式会社
- 新協和商事株式会社
- 協伸産業株式会社
- 新門司フェリーサービス株式会社
- 新日本海サービス株式会社
- 株式会社ヴィーナストラベル
- 協和リアルエステート株式会社
- 協和ロジスティクス株式会社
- マリネックス株式会社
- マリネックス西日本株式会社
- 万利寧（南通）国際物流有限公司
- 株式会社KANKO LINE北海道(旧新洋運送株式会社)
- 株式会社KANKO LINE新潟(旧新洋運送有限会社)
- 株式会社KANKO LINE関西(旧株式会社新洋ドレージ(2016年4月から2024年3月末まで)←旧新洋福貨ドレージ輸送株式会社(2016年3月末まで))
- 株式会社KANKO LINE九州(旧産業運輸株式会社)
- シートランス株式会社
- ノーザントランスポートサービス株式会社
- マリネックストランスポートサービス株式会社
- ノーザンオートサービス株式会社
- はりま物流協同組合
- ケイ・ファクトリー株式会社
- 株式会社V・C・S
- 株式会社SHKライン

過去の企業
- 株式会社エス.エッチ.ケイ総合案内所
- 関門海峡フェリー - 2011年事業休止、2014年法人格消滅
- オリエントフェリー - 2018年解散
- 日本クルーズ客船 - 2023年営業終了、2024年法人格消滅

## 提供番組
現在
- 朝だ!生です旅サラダ（朝日放送テレビ制作・テレビ朝日系列）

過去
- 天気予報（関西テレビ）